# Tom Martin: A Man
Tom Martin: A Man è un cortometraggio muto del 1916 diretto da George O. Nicholls (George Nichols) e interpretato da Guy Oliver, Vivian Reed, Lillian Hayward, Al W. Filson e Fred Hearn.

## Produzione
Il film fu prodotto dalla Selig Polyscope Company.

## Distribuzione
Distribuito dalla General Film Company, il film - un cortometraggio in tre bobine - uscì nelle sale cinematografiche statunitensi il 24 gennaio 1916.